# Fattal Hotels
Fattal Hotels ist eine israelische Hotelkette mit (Stand: August 2020) 250 Hotels in Europa und Israel.
Sie wurde 1998 von David Fattal gegründet. Mit 25 % Marktanteil ist das Unternehmen der größte Hotelbetreiber in Israel.
In Deutschland betreibt das Unternehmen die Leonardo Hotels. Weitere Marken sind NYX, Herods, U Hotels, Magic und Hotel Rothshild22.